# Transports de l'agglomération orléanaise
Pour les articles homonymes, voir TAO.
Les Transports de l'agglomération orléanaise (TAO) est le réseau de transport en commun desservant Orléans et les vingt-et-une autres communes formant Orléans Métropole. Cette dernière en est l'autorité organisatrice de la mobilité et a confié l'exploitation par délégation de service public pour la période 2019-2024 à Keolis Métropole Orléans, filiale du groupe Keolis, face au sortant historique, la Société d'exploitation des transports de l'agglomération orléanaise (SETAO), filiale de Veolia Transdev, qui exploitait le réseau depuis 1977.
Il est organisé autour des deux lignes du tramway d'Orléans et d'un réseau d'une quarantaine de lignes de bus. Il est aussi composé du service de location de vélo VéloTAO, qui complète Vélo'+.
Appelé Transports de l'agglomération orléanaise (TAO) jusqu'en 1977, le réseau prendra juridiquement le nom de Société d'économie mixte des transports de l'agglomération orléanaise (SEMTAO) la même année — le nom originel de la SETAO — et reprendra l'appellation TAO en 2010.

## Histoire

### Des omnibus aux TREC

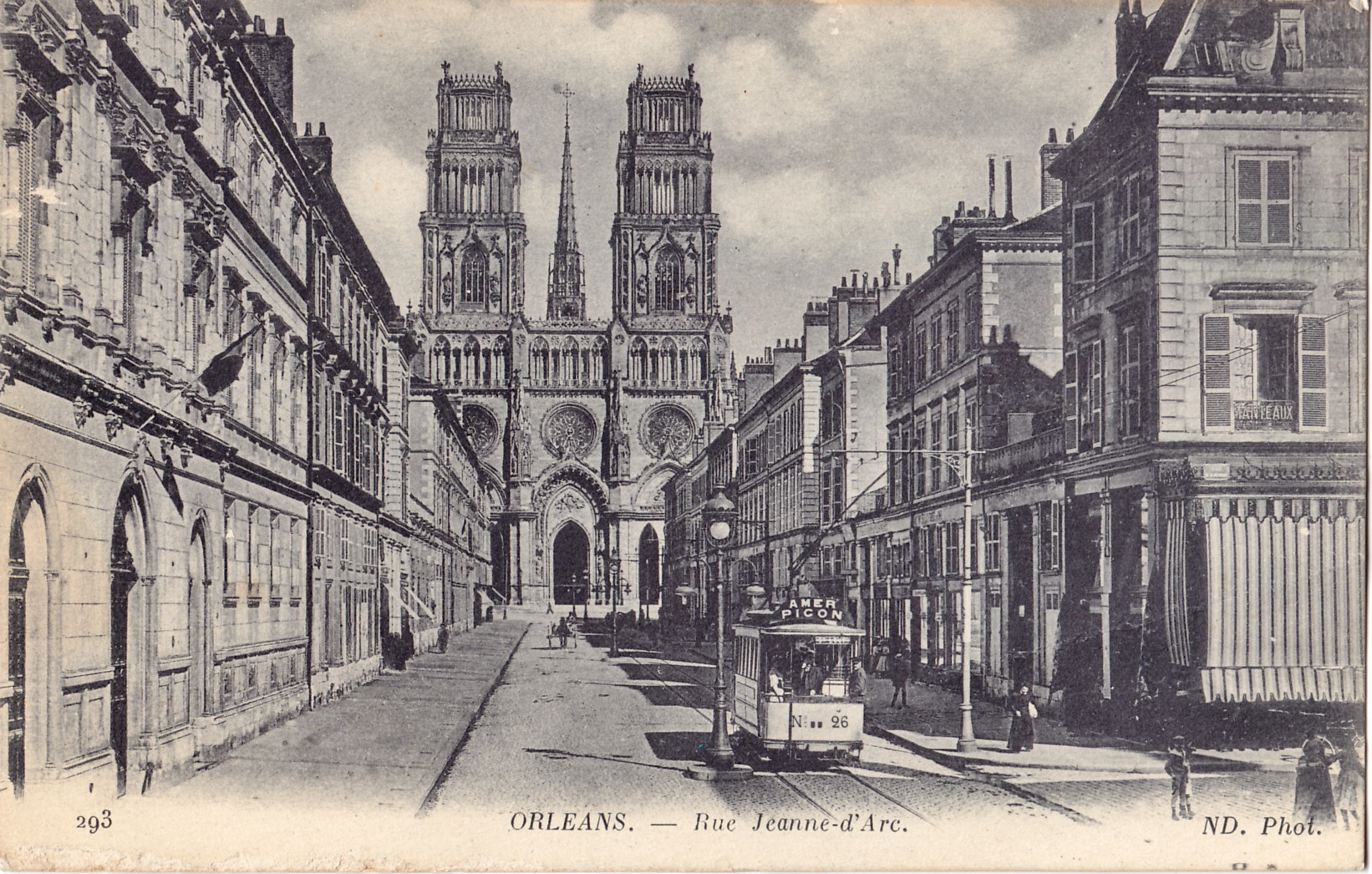
Un tramway rue Jeanne-d'Arc.

Le 21 janvier 1821, l'autorisation pour l'exploitation d'une première ligne d'omnibus à cheval est accordée à Orléans. À cette époque, il n'existe pas de réseau structuré : les chauffeurs adaptent leurs trajets aux clients, et il n'existe pas d'horaires réguliers. À partir de 1862, L'Inspection des voitures dote ses bureaux de la place du Martroi d'une horloge, permettant d'instaurer un semblant d'horaires réguliers.
En 1869, une ligne d'omnibus hippomobiles voit le jour entre Olivet et Orléans. En 1877, l'exploitation d'un tramway sur rail tiré par des chevaux débute ; la première ligne mise en place relie le quartier des Aydes (le Faubourg Bannier) au niveau du pont George-V, mais sans franchir la Loire. Elle est étendue jusqu'à Olivet et électrifiée en 1899, sous la houlette de la Compagnie générale française des tramways (CGFT). Ce réseau comptera jusqu'à quatre lignes et 22 km de lignes en 1909, avant de stagner puis décliner à partir de la décennie suivante en raison des problèmes financiers de la CGFT.
Les premiers autobus apparaissent en 1929 puis supplantent définitivement les tramways en 1938 quand la ville rachète le réseau,. Elle en confie d'abord l'exploitation à la CGFT sortante, mais la seconde Guerre mondiale interrompt le réseau en 1939, le 1er septembre 1939 les 28 bus sont réquisitionnés et ne reviendront jamais du front, tandis que la Société des transports régionaux de l'est et du centre (TREC), fondée en 1929, cache une partie de ses véhicules en Dordogne et met en place un semblant de réseau urbain à Orléans. Un service de transport est remis en service vers 1946-1947 les dimanches et fêtes aux heures de pointe, mais il faut attendre 1952 pour retrouver un réseau de transport régulier, toujours exploité par les TREC. Ce réseau reste largement insuffisant, poussant la ville à mettre les TREC en concurrence avec la CFT en 1956 pour proposer une nouveau réseau. Les TREC l'emportent et un nouveau réseau voit le jour le 3 septembre 1956, exploité avec 17 autobus neufs. Le réseau est équipé de Saviem SC 10 en 1966, année où le réseau compte 39 bus et est exploité à l'aide de 110 employés.
Le 1er décembre 1975, le SIVOM reprend la gestion des transports et dénonce le contrat signé avec les TREC en 1956, le SIVOM jugeant le réseau inefficace avec une tarification complexe et au parc mal entretenu et souvent en panne. Dans la foulée, le réseau prendra le nom de Transports de l'agglomération orléanaise (TAO).

### La SEMTAO

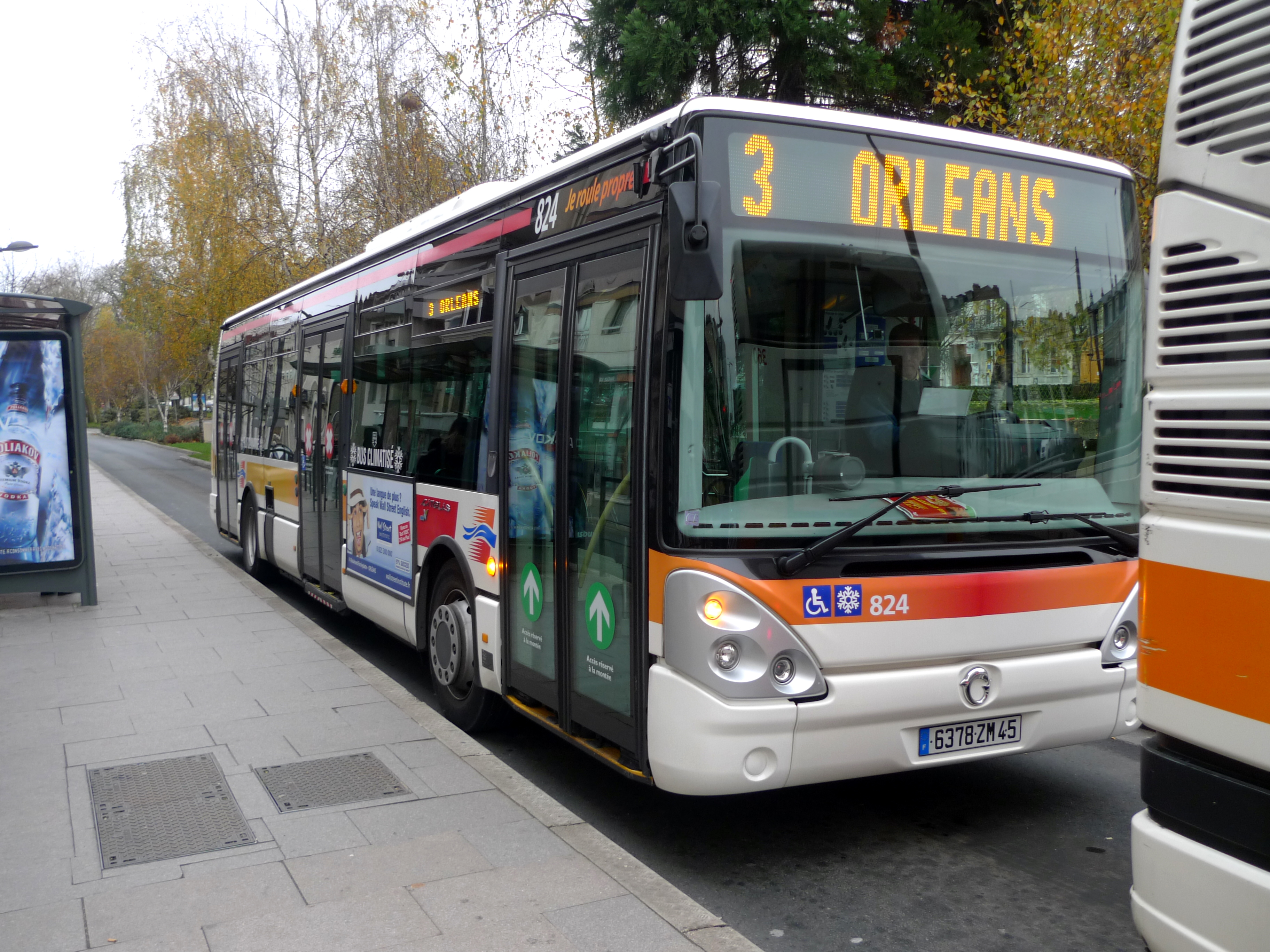
La livrée emblématique de la SEMTAO, la bande dégradée orange/rouge, a été arborée par les bus orléanais durant plus de 20 ans.

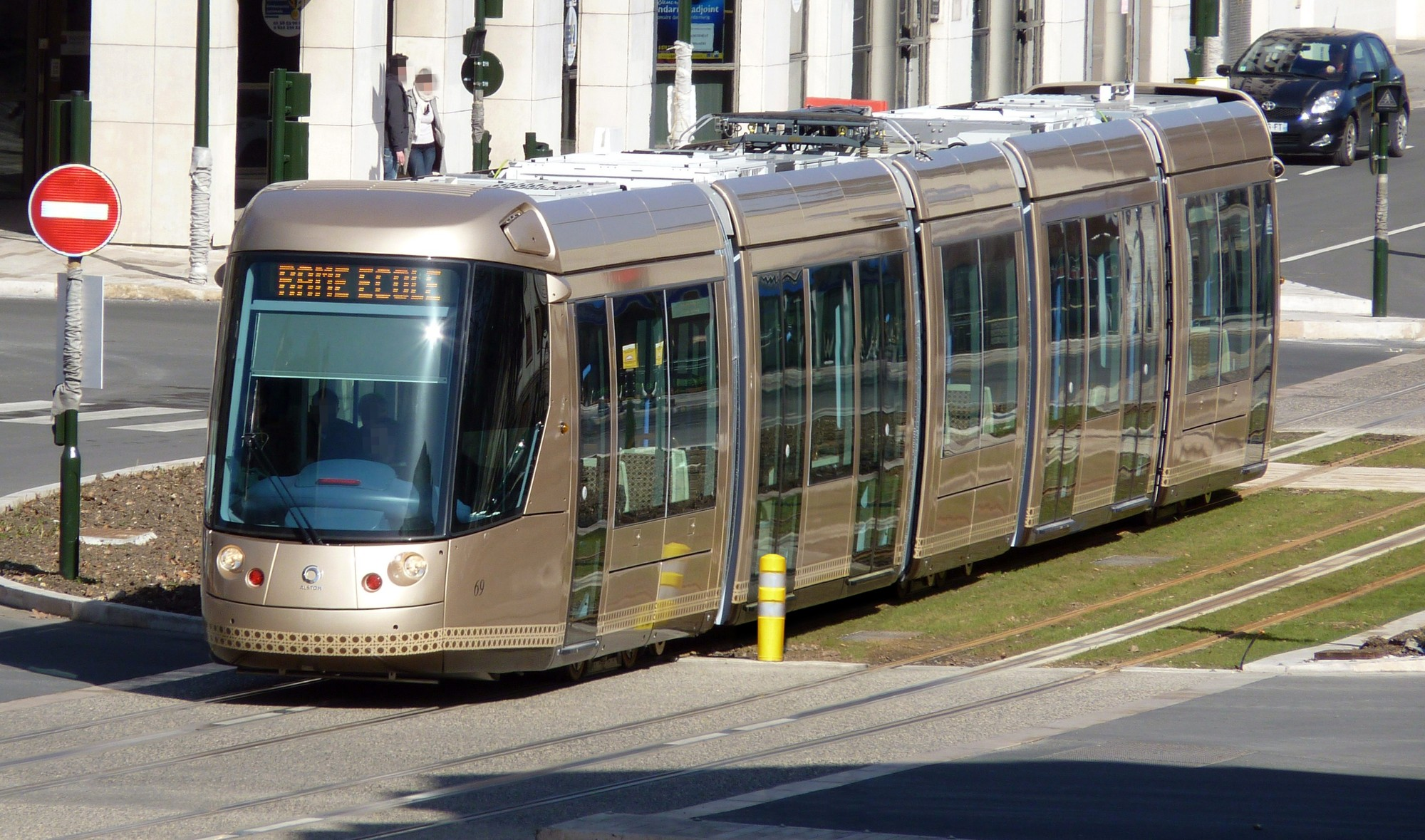
Essais de la ligne B du tramway, à Orléans, en mars 2012

Le 1er octobre 1977, le syndicat intercommunal à vocations multiples (SIVOM) de l'agglomération orléanaise, avec ses partenaires publics et privés, met en place une nouvelle société de transports : la société d'économie mixte des transports de l'agglomération orléanaise (SEMTAO), après une année d'exploitation par un contrat d'assistance technique par la Société centrale pour l'équipement du territoire (SCET). L'objectif est de donner un nouveau souffle au réseau, la SEMTAO renouvelle la quasi-totalité du parc, simplifie la très complexe tarification autour de deux zones et sept titres de transports (au lieu de six zones et 45 titres différents) ainsi qu'un nouveau réseau mis en place. Les premiers bus articulés sont mis en service en 1979 sur la ligne desservant le nouveau quartier d'Orléans-la-Source. Un nouveau dépôt est ouvert en 1981 à Saint-Jean-de-Braye, complété en 1985 par une remise dans le quartier de la Source.
La tarification par zone est définitivement abandonnée en 1986.
Le 3 octobre 1987, le centre bus Albert Ier (aujourd'hui Pôle Gare d'Orléans), situé sous le centre commercial de Place d'Arc est inauguré. Il permet à toutes les lignes du réseau de converger vers le centre-ville d'Orléans. Il accueille 120 bus par jour et voit partir chaque heure 35 bus dans 31 directions différentes en heure de pointe.
En 1988, le réseau se modernise avec la mise en place d'un nouveau système de billetterie magnétique dont sont dotés les bus du réseau. Au même moment, un système informatique de régulation du trafic des bus est installé : baptisé SAPHIR, il permet de coordonner les transports dans toute l'agglomération.
En 1989, devant le développement du centre-ville de Saint-Jean-de-Braye et de l'est orléanais en général, le point bus Léon Blum est créé. Il s'agit d'un point de correspondance qui contribue à l'irrigation de cette zone de l'agglomération. Cinq années plus tard, le service Abraysie bus est mis en place pour permettre aux habitants des hameaux de la ville de se rendre rapidement en centre-ville, via le nouveau point-bus. Vers 1995/1996 c'est le service TER-Bus qui est lancé, permettant d'emprunter les TER avec un ticket de bus au sein de l'agglomération.
Dès le début des années 1990, l'idée d'un retour du tramway à Orléans est évoquée et la SEMTAO est mandatée par le SIVOM pour étudier la faisabilité du projet,. Ce dernier commence à mettre en œuvre les actes préparatoires en 1995. L'année suivante, plusieurs études sont menées pour définir le tracé nord-sud de la ligne. La déclaration d'utilité publique est délivrée en 1998. Deux ans sont nécessaires pour réaliser les travaux lourds d'infrastructures (déviation de réseaux et pose des rails). Le tramway est inauguré le 20 novembre 2000 et mis en service commercialement le 27 novembre. À cette occasion, le centre bus est réaménagé, avec une réorganisation complète du réseau, qui s’avérera ratée en raison des temps de parcours largement sous-estimés.
Dès 2000, les élus de l'agglomération commence à se concerter pour la construction d'une seconde ligne de tramway, d'orientation est-ouest. Le changement de majorité après les élections municipales en 2001 retarde le projet, la nouvelle majorité décidant d'abord d'un tramway sur pneus avant de se raviser en 2005,. Le tracé est adopté en 2007, modifié en 2008 où la déclaration d'utilité publique est délivrée, et les premiers travaux ont lieu en 2009,. La seconde ligne de tramway est inaugurée le 29 juin 2012 et mise en service le lendemain. Cette inauguration est accompagnée d'une restructuration du réseau.

### Le réseau TAO
À partir du 1er janvier 2012, et pour une durée de sept ans, le groupe Keolis, via sa filiale Keolis Orléans Val de Loire, exploite le réseau TAO pour le compte de la Métropole. Le changement d'exploitant du réseau se traduit par une baisse de la contribution de la Métropole alors que le nombre de voyageurs doit, selon les prévisions, progresser de 25 % d’ici à 2018,, grâce à une offre de déplacement accrue d'un million de kilomètres supplémentaires par an, par rapport à l'ancien réseau, contre 400 000 de plus pour l'offre évincée de Veolia Transdev.
À compter de 2012, la métropole met en place plusieurs nouveaux services, conjointement à l'arrivée de la ligne B du tramway. Ceux-ci comprennent notamment la mise en place d'un système de vélo en location longue durée, baptisé Vélo'Tao, en complément des Vélo'+, et d'un service d'autopartage, nommé Auto'Tao.
En 2019, Keolis, seul opérateur à déposer une offre, est reconduit jusqu'en 2026.
La République du Centre rapporte qu'en 2020, le réseau orléanais a connu une « inquiétante dégradation » avec notamment plus de 230 départs de bus annulées entre le 28 septembre et le 2 octobre. Outre les usagers, plusieurs responsables syndicaux déplorent eux aussi une « dégradation des conditions de travail pour les chauffeurs depuis des années » ainsi que le vieillissement du parc de bus et un manque de pièces et de mécaniciens pour l’entretien du parc. En réponse, le directeur de Keolis Métropole Orléans rappelle que le matériel roulant est en cours de renouvellement avec 29 nouveaux véhicules électriques prévus à la fin 2019. Il constate également un problème d’effectif accentué par la crise sanitaire.

#### Réorganisation du réseau en 2022
Le réseau de bus est entièrement réorganisé le 3 janvier 2022 dans le but de réduire, selon Orléans Métropole, les bus qui roulent quasiment à vide : le système de transport à la demande RésaTAO sera ainsi renforcé, étendu et simplifié en quatre zones tandis que plusieurs lignes seront transformées en dessertes scolaires, ce dernier réseau est composé de 16 lignes. La commune de Combleux perdra par exemple sa desserte par une ligne régulière jugée peu fréquentée au profit de RésaTAO et des lignes scolaires. Tandis que le renouvellement de la flotte se poursuit avec l'arrivée des Irizar ie tram électriques — au nom commercial trompeur car il s'agit bien de bus —, l'offre de soirée s'améliore, surtout sur le tramway : d'une fréquence d'une demi-heure après 21 h, elle passera à 15 puis 20 minutes de 22 h jusqu'à la fin du service tandis qu'une ligne de bus nocturne demandée de longue date notamment par les étudiants, la N, voit les nuits du jeudi au samedi entre le centre-ville et La Source entre 0 h 30 et 4 h 30.

#### Modifications sur le réseau en 2025
Le 1er septembre 2025, de nombreuses modifications sont apportées sur le réseau, avec des horaires et itinéraires modifiés, de nouvelles lignes créées, ainsi que de nouveaux services mis en place et une tarification repensée,:
- Les lignes A et B du tramway fonctionnent jusqu'à 0h30 tous les jours de la semaine, à raison d'un tram toutes les 20 minutes ;
- Les lignes fortes 1, 2 et 3 fonctionnent jusqu'à 22h30 du Lundi au Jeudi ainsi que le Dimanche, et jusqu'à 0h00 les Vendredis Samedis, et assurent désormais la descente à la demande à partir de 21h00 ;
- La ligne 2 est prolongée jusqu'à la zone commerciale Belles Rives (située à Chécy), avec un bus toutes les 22 minutes ;
- La ligne 3 est prolongée jusqu'à la commune d'Ingré, à raison d'un bus sur deux entre Ormes et cette dernière, avec un bus toutes les 11 minutes jusqu'à Ingré, et toutes les 22 minutes jusqu'à Ormes ;
- La ligne 11 est prolongée jusqu'à l'arrêt Gourville (situé à Ormes), avec un passage toutes les 20 minutes de 4h30 à 22h00 ;
- La ligne 16 est raccourcie, effectuant son terminus à la gare d'Orléans, en desservant le quartier des Muids (situé à Saint-Hilaire-Saint-Mesmin) ;
- La ligne 17 voit le jour, reprenant la desserte de la ligne 16 entre la commune de Saint-Denis-en-Val et Orléans, en desservant la commune de Saint-Jean-le-Blanc et le Lycée Charles Péguy ;
- La ligne 18 voit le jour, reliant la commune de Chanteau à Fleury-les-Aubrais via Orléans, fonctionnant du Lundi au Vendredi en période scolaire et de vacances scolaires, à raison de 9-10 allers-retours ;
- La ligne 20 voit le jour, reliant Saint-Jean-de-la-Ruelle à Orléans via sa gare, fonctionnant les Mercredis, Vendredis et Samedis de 9h00 à 19h00, à raison d'un passage toutes les 60 minutes ;
- La ligne 45 est prolongée jusqu'à l'arrêt Champ Rouge, en desservant l'arrêt Pôle 45 ;
- Le service de transport à la demande RésaTAO fonctionne de 6h00 à 21h30 ;
- Le service de transport à la demande nocturne RésaNUIT voit le jour, fonctionnant de 21h30 à 6h00 en desservant l'ensemble des communes d'Orléans Métropole.

À cette date, les lignes 8, 42, 44, 60 et L sont supprimées, la plupart de leurs arrêts étant desservis par d'autres lignes existantes ou nouvellement créées.
Le service VéloTAO est remplacé par le service FlexO, permettant de louer un vélo en libre-service, pour un tarif de 2,00 € les 10 minutes d'utilisation.
Enfin, la grille tarifaire est repensée, de telle sorte à être lisible pour l'ensemble des voyageurs : un ticket 1 Voyage coûte désormais 2,00 €, un ticket 10 Voyages coûte désormais 18,00 €, un Abonnement Année Jeune (-26ans) coûte 210,00 € (ou 21,00 € pendant 10 mois), le tarif Senior est réduit, et la tarification au quotient familial CAF est créée.

## Identité visuelle

### Logos
Les couleurs de l'identité visuelle actuelle allient le gris et un beige rappelant la couleur du sable de la Loire, et les nouveaux bus de TAO sont blancs avec un dégradé de blanc et de couleur « sable de Loire », contrairement à l'ancienne livrée blanche avec des dégradés rouges et jaunes. Entre 2009 et 2012, tous les bus du réseau sont peu à peu habillés avec la nouvelle livrée à raison d'un tiers du parc bus chaque été.
Depuis la fin de l'année 2021, les bus reçoivent une nouvelle décoration à base de triangles bleus et « sable de Loire » ainsi que des silhouettes de la cathédrale et de la statue de Jeanne-d'Arc.

Logo d'octobre 1977 à septembre 1987.
Logo de septembre 1987 à octobre 1997.
Logo d'octobre 1997 à juillet 2010.
Logo de juillet 2010 à janvier 2017.
Logo actuel datant de janvier 2017.

Signification du logotype jusqu'en 2010 : Au-dessus des lettres SEMTAO écrites en rouge figure une vague bleue symbolisant la Loire. Celle-ci est encadrée par deux graphiques représentant les régions naturelles entourant Orléans : au-dessus, un graphique orange représente la Beauce, au-dessous, un graphique rouge représente la Sologne.
Avant de devenir « TAO », la SEMTAO a compté trois logos différents d'octobre 1977 à juillet 2010, le dernier est resté en place après cette date et n'a été que retouché lors de l'accession de l'agglomération au statut de Métropole en 2017.

### Slogans
- « Laissez-vous conduire » (1977-années 1990)
- « Vivons le bus autrement » (années 1990-2007)
- « le réseau de l'AgglO » (2007-2017)
- « Inventez votre mobilité » (2017-2022)
- « Libérez vos mobilités » (depuis 2022)

## Le réseau
Le réseau TAO dessert les vingt-deux communes d'Orléans Métropole. Cette dernière est l'autorité organisatrice de la mobilité dans le cadre de ses compétences obligatoires et a confié le 12 juillet 2011 l'exploitation du réseau à Keolis, qui était en concurrence avec le sortant Veolia Transdev (SETAO), à compter du 1er janvier 2012, mettant ainsi fin à une relation de 30 ans entre la métropole orléanaise et Transdev, via sa filiale SETAO. La délégation de service public est renouvelée pour six ans à Keolis, à compter du 1er janvier 2019.
Ce réseau de bus et tramway est complété par un service de location de vélos en libre-service, baptisée Vélo'+. Deux nouveaux services ont été mis en place en 2012 : Vélo'Tao en juin et Auto'Tao, en septembre. Ils permettent la location longue durée de vélos et de voitures.

### Le tramway
Le réseau de tramway d'Orléans comprend près de 29,3 km de lignes. La ligne A relie sur un axe nord-sud la commune de Fleury-les-Aubrais au quartier orléanais d'Orléans-la-Source, tandis que la ligne B relie sur un axe est-ouest les communes de Saint-Jean-de-Braye et La Chapelle-Saint-Mesmin.

### TER-Bus
Quatre gares de chemin de fer sont intégrées au réseau sous l'appellation TER-Bus : Orléans, Les Aubrais, Saint-Cyr-en-Val - La Source et La Chapelle-Saint-Mesmin. Ainsi, les lignes TER Centre-Val de Loire sont accessibles avec un titre de transport TAO pour les déplacements entre ces quatre gares, ils sont assimilés à des billets de 2de classe.

### Le réseau de bus
Le réseau de bus actuel est né, dans sa structure globale, de deux restructurations successives : la première le 30 juin 2012 à la suite de l'ouverture de la ligne B du tramway, la seconde le 1er septembre 2015, ainsi que d'ajustements dans le quartier d'Orléans-la-Source le 18 avril 2016, la troisième le 4 septembre 2017 et la dernière le 3 janvier 2022.
Ce réseau est hiérarchisé en plusieurs familles de lignes :
- les lignes structurantes (1 à 7), circulant de 5 h à 23 h (1 h les vendredis et samedis) avec des fréquences de 10 à 20 minutes, complétant directement les tramways ;
- les lignes standards (8 à 16 et la ligne nocturne N), complétant le maillage des lignes structurantes et desservant la plupart des communes de la métropole ;
- les lignes de proximité (20 à 25, L et O), regroupant l'ensemble des navettes communales ;
- les lignes express (40 à 45), regroupant entre autres deux lignes du réseau de mobilité interurbaine (Rémi) pouvant être empruntées avec un titre de transport du réseau ;
- les lignes scolaires (50 à 69), desservant la plupart des établissements scolaires situés en périphérie.

Le tramway et les lignes structurantes représentent 95 % des trajets.
Depuis le 6 janvier 2022, une ligne de bus de nuit fonctionne les jeudis, vendredis et samedis soir de 0 h 30 à 5 h du matin entre le centre-ville (arrêt Libération) et Orléans-la-Source à destination des étudiants.

### Transport à la demande

#### Résa'tao
Résa'tao est un service de transport à la demande zonal lancé en septembre 2015 pour remplacer les différents services à la demande qui existaient jusqu'à présent : Flexo, FilObus et Abraysie Bus.
Le 3 avril 2018, le service évolue à titre expérimental et ce jusqu'au 31 décembre 2018 avec la fusion des zones de l'est de la métropole (communes de Chécy, Mardié, Saint-Jean-de-Braye et Semoy) et la possibilité de réserver un trajet sans délai via une application smartphone, au contraire des zones existantes où un délai entre la réservation et l'heure de passage du minibus existe. Le service Resa'Est est pérennisé en 2019 et son mode de fonctionnement est étendu en septembre 2019 aux autres secteurs Resa'tao.
Le 2 septembre 2019, une nouvelle zone desservant Orléans-la-Source et sur Saint-Cyr-en-Val est mise en place.
Depuis le 3 janvier 2022, le service se compose de 4 zones, toutes assurées par Abraysie Développement à l'aide de minibus, desservies du lundi au dimanche.

#### Access'tao
Le service Acces'tao est un service qui fonctionne tous les jours sur réservation téléphonique, et réservé aux personnes en situation de handicap moteur et/ou visuel répondant aux critères suivants :
- Être titulaire d’une carte d’invalidité d’au moins 80 % ou justifiant d’une difficulté à se déplacer, sur présentation d’un certificat médical à renouveler chaque année ;
- Être domicilié sur la Métropole ;
- N'être pas en mesure de voyager seul sur le réseau Tao.

Le service est étendu, sous le nom de « service de substitution PMR », à l'ensemble des personnes handicapées dont l'arrêt le plus proche de chez eux ne peut être mis aux normes d'accessibilité.
Entre 2005 et 2015, ce service était renforcé par celui de l'association pour les aveugles et déficients visuels d'Orléans (APADVOR), qui estimait que celui du réseau TAO était saturé ; le service fut supprimé en raison de la fin du financement du service par le conseil départemental du Loiret, bien qu'avec ses quatre minibus il assurait 1500 trajets par mois.
Le 9 décembre 2019, le service TPMR devient Access'tao avec un nombre de véhicules accru (12 au lieu de 5), possibilité de réserver jusqu'à quelques minutes avant l'horaire défini, horaires étendus jusqu'à minuit le weekend et 21 h les autres jours, etc..
Depuis le 31 août 2020, le service est exploité par Abraysie Développement.

### BatOLoire
De mi-juin à début septembre, un bateau bus relie les mercredis, samedis, dimanches et jours fériés le quai du Châtelet à la base de loisirs de l'Île Charlemagne avec une halte au restaurant du Cabinet Vert sur le quai du Roi ; la liaison est effectuée avec trois allers-retours, au tarif spécifique de 2 € par traversée.
Ce service a vu le jour à l'été 2016, mais n'est intégré au réseau TAO qu'en 2019 afin qu'Orléans Métropole teste la pérennité du service ; si le test est concluant le service sera reconduit en 2020 et accessible avec la tarification habituelle.

### VéloTAO
VéloTAO est un service de location de vélo de longue durée, avec des offres de 3, 5 ou 12 mois, au contraire de Vélo'+ qui est un service de vélo en libre service sur une courte durée. Deux types de vélos, de couleur orange, sont proposés, pour un total de près de 800 exemplaires proposés à la location : classique et à assistance électrique.
Les abonnés TAO bénéficient de réductions sur le prix de la location. Le service, lancé en août 2012, est un succès avec près de 340 abonnements en 2014.

### AutoTAO
AutoTAO était un service d'autopartage lancé en septembre 2012 permettant d'emprunter un des huit véhicules mis à disposition (Citroën C3 II et DS3) à une des quatre stations réparties sur Orléans pour une durée d'une heure ou par tranche de douze heures,.
Ce service expérimental, peu utilisé avec seulement 222 abonnés en 2018, et surtout contraignant de par son système en boucle où l'usager doit reposer la voiture à la station d'emprunt, est définitivement arrêté le 31 décembre 2018.

### Parc relais
La Métropole gère les parcs relais, lieux où l'on peut déposer son véhicule pour se rendre en centre-ville par le tramway. Cette gestion est déléguée au même gestionnaire que le réseau, à savoir Keolis Métropole Orléans. Six parc relais sont répartis le long de la ligne A du tramway : Libération, Zénith-Parc des expositions, Victor Hugo, Les Aulnaies, Bustière, Jules Verne.
Six autres parc relais ont été installés le long de la ligne B du tram. Ces nouveaux parcs relais apportent environ 1 150 places supplémentaires de stationnement pour Orléans et sa périphérie. Il s'agit des parcs relais Georges Pompidou à La Chapelle-Saint-Mesmin, au terminus ouest, avec 173 places, situé à la sortie des autoroutes A71 et A10 et accessible par la route nationale 152 ; Rol Tanguy à Saint-Jean-de-la-Ruelle avec 118 places sur deux niveaux, à proximité de la route nationale 60, accessible par le chemin de Chaingy ; Pont de l'Europe à Orléans avec 120 places, situé dans le quartier du faubourg Madeleine, accessible par la voie située dans le clos des Mistigris ; Droits de l'Homme à Orléans avec 300 places, situé à proximité du croisement du boulevard Marie Stuart, l'avenue des droits de l'Homme et l'avenue Jean Zay ; Gaudier Brzeska à Saint-Jean-de-Braye avec 240 places, situé à proximité du boulevard Marie Stuart et de l'avenue Denis Papin ; Clos du Hameau à Saint-Jean-de-Braye, au terminus est, avec 200 places, situé à proximité de la rue de la Gare, le long de la ligne ferroviaire.

### Fréquentation
La fréquentation du réseau TAO a augmenté de 41 % entre 2006 et 2017. Cette croissance ne s'est toutefois pas opérée de manière homogène, avec en particulier une baisse de 2009 à 2011 pendant les travaux de la ligne B du tramway :
| Année                                  | 2006 | 2008 | 2009 | 2010   | 2011   | 2012   | 2013   | 2014   | 2015   | 2016   | 2017   | 2018   |
| Nombre de voyages annuel (en millions) | 24,8 | 26,2 | 26,1 | 24,636 | 24,218 | 26,113 | 30,011 | 30,624 | 31,315 | 32,792 | 34,991 | 36,136 |

En 2006, la SEMTAO, l'ancien exploitant, a transporté 24,8 millions de voyageurs (dont environ 50 % rien que sur la ligne A du tramway), soit une fréquentation en hausse de 6,3 % par rapport à l'année précédente.
En 2009, la société annonce avoir transporté 26,1 millions de voyageurs avec 11 millions de kilomètres parcourus (soit environ 40 200 kilomètres et 95 000 voyageurs chaque jour).
En 2012, le nouveau réseau Bus et Tram exploité par Keolis a transporté 26,1 millions de voyageurs, avec 11,8 millions de kilomètres parcourus. À elles seules, les deux lignes de tramway concentrent les 2/3 des voyages.
En 2016, 32,8 millions de voyages sont enregistrés sur l'année, soit une augmentation de 1,4 million de voyages (+4,7 %) par rapport à l'année 2015. La distance totale des trajets effectués est de 11 698 000 kilomètres et le réseau de tramway représente en 2016, 65 % des voyages, les 35 % restants étant effectués en bus.

## Exploitation

### Matériel roulant
En 2021, le parc fait état de 238 véhicules dont 15 minibus, 10 midibus, 109 standards, 59 articulés et 43 tramways. Sauf mention contraire, précisée dans les tableaux ci-dessous, les véhicules sont utilisés par le délégataire Keolis Métropole Orléans, dont la propriété du parc est partagée entre Orléans Métropole pour les tramways, les bus électriques et une partie des bus Diesel et le délégataire pour le reste.
L'état de parc d'Abraysie Développement, qui assure l'exploitation des services Résa'Tao et Access'Tao, n'est pas repris ici.
Depuis le 9 mai 2017, le réseau teste deux autobus électriques loués pour une durée de cinq ans sur les lignes 1, 2 et 4. Ces tests ont pour but de vérifier leur autonomie par rapport aux caractéristiques du réseau orléanais, Orléans Métropole souhaitant acheter progressivement à partir de 2020 des autobus dit « propres », n'émettant pas de polluants, avec pour objectif d'attendre en 2026 un parc constitué à 100 % de ces autobus. La recharge est effectuée la nuit, une station de recharge a été construite dans le remisage couvert du dépôt de Saint-Jean-de-Braye.
Le renouvellement complet du parc coûtera 150 millions d'euros à Orléans Métropole, qui deviendra propriétaire de la flotte au lieu de Keolis Métropole Orléans. On peut noter que les bus électriques reçus à partir de septembre 2018 reçoivent des numéros de parc à quatre chiffres au lieu du système à trois chiffres qui reste utilisé pour les autres véhicules.

#### Bus standards
Sur le réseau TAO, il existe beaucoup de types de bus standard comme les Irizar ie reçus en 2021 ou des Heuliez GX 337.
| Constructeur  | Modèle             | Nombre | Numéros de parc                                     | Période de mise en service                                                                                    | Observation | Photos |
| ------------- | ------------------ | ------ | --------------------------------------------------- | --- | --- | ------ |
| Heuliez Bus   | GX 327             | 12     | nos 835 à 846                                       | - Décembre 2009 (835 à 841) - Décembre 2010 (842 à 846)                                                       | Les no 835 à 843 et 845 sont confiés à Keolis Eure-et-Loir |        |
| Heuliez Bus   | GX 337             | 9      | nos 848 à 856                                       | - Décembre 2014 (848 à 853) - Juillet 2015 (854 à 856)                                                        | Les no 848 à 850, 852, 854 et 856 sont confiés à Dunois |        |
| Irisbus       | Citelis 12         | 14     | nos 815, 819, 820, 822 à 824, 826, 827 et 829 à 834 | - Décembre 2005 (801 à 806) - Décembre 2006 (807 à 815) - Janvier 2008 (816 à 824) - Janvier 2009 (826 à 834) | - Les no 820, 822, 824, 826, 827 et 831 sont confiés à Dunois - Les nos 815, 833 et 834 sont confiés à Keolis Eure-et-Loir - Le no 801 est parti en Ukraine pour transporter des écoliers dans le pays. - Le no 821 a été réformé à la suite d'un accident le 7 février 2024 |        |
| Irizar        | ie tram 12         | 36     | nos 8004 à 8039                                     | - Janvier 2021 (8004) - Janvier 2022 (8005 à 8032) - Septembre 2024 (8033 à 8039)                             | - Bus électriques - Le no 8004 à d'abord été en test sur la ligne 2 de janvier à décembre 2021 |        |
| Mercedes-Benz | Citaro C1 Facelift | 1      | no 847                                              | Mai 2013 | |        |
| Mercedes-Benz | Citaro C2          | 11     | nos 857 à 867                                       | - Janvier 2017 (857 à 863) - Octobre 2017 (864 à 867)                                                         | Les no 857, 858, 861 et 867 sont confiés à Dunois |        |

#### Bus articulés
| Constructeur  | Modèle               | Nombre | Numéros de parc            | Période de mise en service                                                         | Observation | Photos |
| ------------- | -------------------- | ------ | -------------------------- | ---------------------------------------------------------------------------------- | --- | ------ |
| Heuliez Bus   | GX 427               | 6      | nos 749, 750 et 754 à 757  | - Février 2010 (749 à 752) - Décembre 2010 (753 à 757)                             | |        |
| Iveco Bus     | Crealis 18 Hybrid    | 44     | nos 7003 à 7046            | - Janvier 2022 (7003 à 7025) - Avril 2023 (7026 à 7036) - Avril 2024 (7037 à 7046) | - Livrés fin décembre 2021, mis en service début 2022. - Une deuxième livraison a eu lieu courant avril 2023.   |        |
| Mercedes-Benz | Citaro G C1 Facelift | 2      | nos 758 et 759             | Décembre 2013                                                                      | |        |
| Mercedes-Benz | Citaro G C2          | 12     | nos 760 à 768 et 770 à 772 | - 2015 (760 à 764) - 2017 (765 à 768) - Novembre 2020 (770 à 772)                  | Les 767 et 768 ont été loués au réseau Twisto de Caen durant les travaux du nouveau tramway entre 2017 et 2019. |        |
| VDL           | Citea SLFA-180 E     | 1      | no 7001                    | 2018                                                                               | Autobus électrique en test.                                                                                     |        |

#### Midibus
| Constructeur  | Modèle   | Nombre | Numéros de parc            | Période de mise en service                      | Observation                                          |
| ------------- | -------- | ------ | -------------------------- | ----------------------------------------------- | ---------------------------------------------------- |
| Heuliez Bus   | GX 137   | 7      | nos 210 à 213 et 215 à 217 | - 2015 (210 à 213) - Septembre 2021 (215 à 217) | Les nos 210 à 212 sont confiés à Keolis Eure-et-Loir |
| Mercedes-Benz | Citaro K | 1      | no 214                     | 2018                                            | Prêté de 2018 à 2020 à Keolis Seine Val-de-Marne.    |

#### Minibus
| Constructeur | Modèle           | Nombre | Numéros de parc | Période de mise en service | Observation           |
| ------------ | ---------------- | ------ | --------------- | -------------------------- | --------------------- |
| Bolloré      | Bluebus 6 m      | 6      | nos 3001 à 3006 | 2020                       | Véhicules électriques |
| Dietrich     | City 23          | 1      | no 131          | Décembre 2017              |                       |
| PVI          | Gépébus Oréos 2X | 8      | nos 101 à 108   | 2012 et 2013               | Véhicules électriques |

#### Tramway
Les informations détaillées sont présentes sur les articles propres à chaque ligne.
| Constructeur | Modèles     | Nombre | Numéros de parc | Période de mise en service                         | Observation              | Photos |
| ------------ | ----------- | ------ | --------------- | -------------------------------------------------- | ------------------------ | ------ |
| Alstom       | Citadis 301 | 22     | nos 39 à 60     | 2000 et 2001                                       | Voir en détail : ligne A |        |
| Alstom       | Citadis 302 | 21     | nos 61 à 81     | - 2010 (61 à 64) - 2011 (65 à 76) - 2012 (77 à 81) | Voir en détail : ligne B |        |

### Dépôts
Les bus sont remisés dans un dépôt construit en 1981 à Saint-Jean-de-Braye (47° 54′ 33″ N, 1° 56′ 40″ E), et calibré pour recevoir 220 bus. Ce dépôt est complété depuis 1985 par un remisage annexe à Orléans-la-Source (47° 50′ 28″ N, 1° 55′ 31″ E), ouvert afin de limiter les kilomètres haut le pied, c'est-à-dire sans voyageurs ; ce dépôt annexe n'est pas équipé pour assurer la maintenance.
Les lignes de tramways sont exploitées chacune via un dépôt qui lui est propre :
- la ligne A est remisée dans le quartier de la Source (47° 50′ 06″ N, 1° 55′ 03″ E), non loin du dépôt annexe de bus.
- la ligne B à Saint-Jean-de-Braye (47° 54′ 34″ N, 1° 56′ 27″ E), à côté du dépôt de bus.

À l'exception du point de remisage annexe de La Source, les dépôts assurent, en plus du remisage, l'entretien complet des véhicules, allant du simple contrôle de la pression des pneus jusqu'à la réparation des diverses pannes possibles, voire de travaux de carrosserie.

### Personnel d'exploitation
Le délégataire, Keolis Métropole Orléans, emploie 750 salariés dont 500 conducteurs. Il faut ajouter à cela le personnel propre aux sous-traitants.

### Tarification et financement

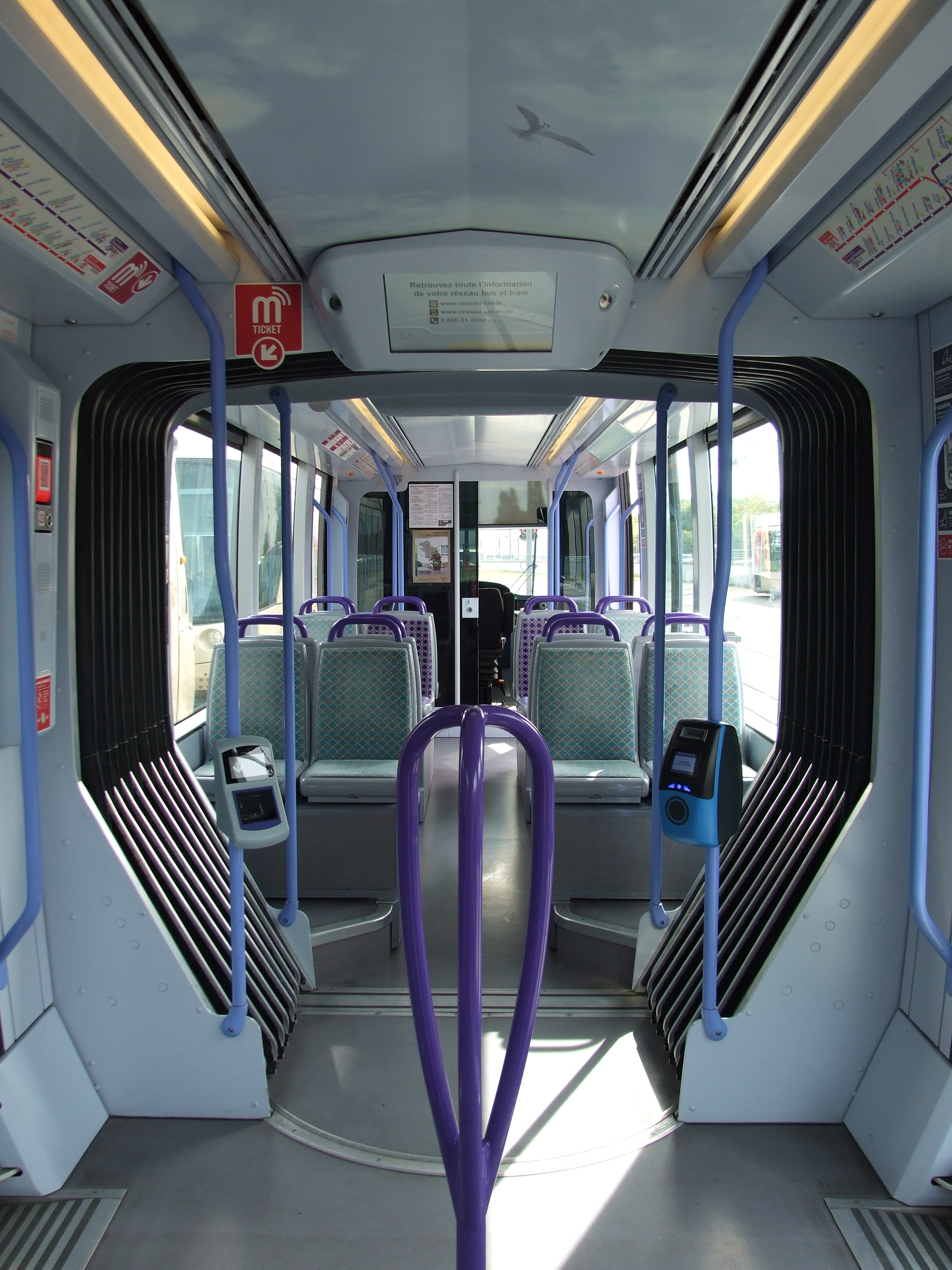
Intérieur du Citadis 302 no 77 avec, à gauche le valideur M'Ticket et à droite le valideur type V6000 pour les titres de transport classiques.

#### Tarification

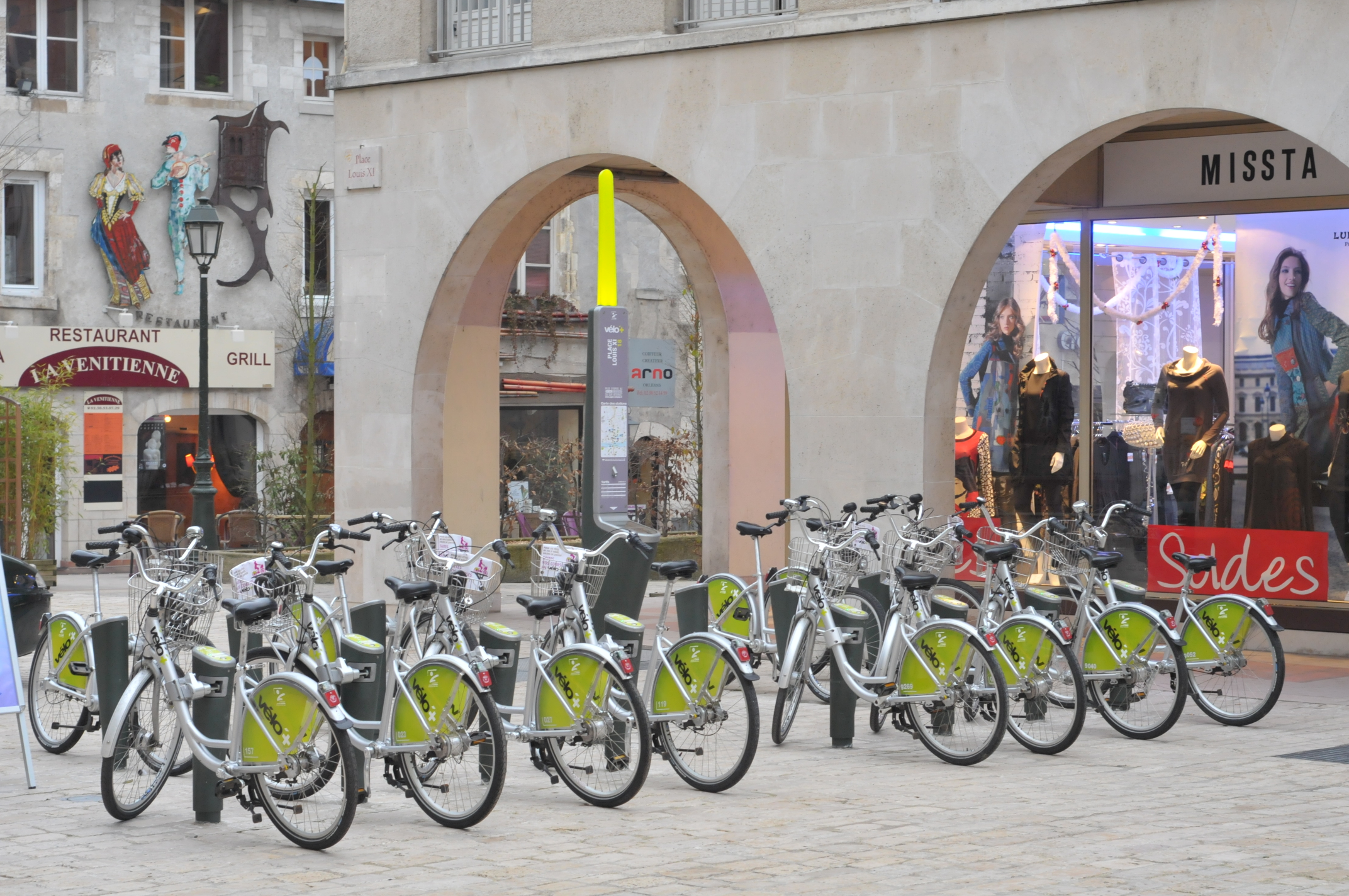
Station Vélo'+ sur la place Louis XI

Les mêmes titres de transport sont valables dans tous les bus et tramways. Le « Ticket 1 voyage » coûte 1,80 € à l'unité, et 16 € pour dix voyages et 4,40 € pour le ticket journalier. Des abonnements mensuels et annuels sont possibles, avec des tarifs réduits pour les scolaires, les étudiants, les personnes handicapées à 80 % minimum et personnes âgées. Des abonnements multimodaux sont possibles pour les résidents hors métropole, sur certains trajets par train, TER. Dans une logique d'intermodalité, cette carte permet également de payer les voyages réalisés avec les lignes du Réseau de mobilité interurbaine (Rémi) et les quatre gares TER Centre-Val de Loire du service TER-Bus au sein de la métropole.
La tarification solidaire, instaurée le 1er mars 2012, est un système de « gratuité sociale » dont peuvent bénéficier les personnes âgées non imposables ou en situation de handicap et les bénéficiaires de la CMU-C.
Depuis 1989, l'ensemble des titres étaient sur support magnétique. En décembre 2010 a été introduite la carte à puce Moda Pass', remplacée par la carte à puce du système régional JVMalin en janvier 2016. Les tickets peuvent y être chargés et les Moda Pass' sont progressivement remplacées au fur et à mesure du renouvellement des cartes. La carte JVmalin permet également de chargé des titres de transports des réseaux de transport urbain de Blois (Azalys), Tours (Fil Bleu) et Chartres (Filibus) ainsi que les abonnements Rémi Zen (Ter Centre-Val de Loire).
Depuis le 6 juin 2017, le réseau TAO est le premier réseau français à avoir déployé le M'Ticket, système digital novateur porté par Keolis permettant d'acheter, via l'application officielle du réseau, et de recevoir sur son smartphone un titre de transport dématérialisé, dont la validation se fait soit, dans le bus par présentation au conducteur, soit dans les tramways sur l'un des deux valideurs spécifiques qui lisent le code-barre affiché sur l'écran du téléphone.

#### Financement
Le financement du fonctionnement du réseau (entretien, matériel et charges de personnel) est assuré par l'exploitant Keolis Métropole Orléans. Cependant, les tarifs des billets et abonnements dont le montant est limité par décision politique ne couvrent pas les frais réels de transport. Le manque à gagner est compensé par l'autorité organisatrice, Orléans Métropole. Elle définit les conditions générales d'exploitation ainsi que la durée et la fréquence des services. L'équilibre financier du fonctionnement est assuré par une dotation globale annuelle à Keolis Métropole Orléans de 50,08 millions d'euros net (redevance de 1,06 million payée à la métropole déduite), notamment grâce au versement transport payé par les entreprises de plus de neuf salariés et aux contributions des collectivités publiques (dont le taux est fixé à 1,80 % et dont le montant s'élève en 2015 à 56,27 millions d'euros). En 2017, Orléans Métropole investi près de 72 millions d'euros dans le financement des transports publics orléanais.

#### Fraude
Le taux de fraude s'élève à 8,5 % en 2017 contre 9,7 % en 2016, en baisse régulière depuis 2013 où elle était à 13,1 %. Cette baisse s'explique par le renfort des équipes de contrôle, leur augmentation en périphérie et la présence de la police si nécessaire. Elle est majoritairement pratiquée dans le tramway (67 %) et en heures creuses sur de courts trajets. De plus, un système de signalement par les conducteurs de bus des fraudeurs via un système embarqué est déployée depuis début 2018 et constitue une première française.

## Les TAO dans la culture

### Patrimoine
Une association loi de 1901 nommée « Arrêt demandé », en référence à la fois au panneau lumineux qui s'allume à l'intérieur d'un bus lorsqu'un voyageur appuie sur le bouton pour demander l'arrêt au conducteur et à un ancien magazine interne de la SEMTAO, a pour objectif principal de préserver d'anciens autobus des transports en commun d'Orléans. L'association, basée à Olivet — les collections sont conservées au dépôt Keolis Métropole Orléans à Saint-Jean-de-Braye — a été créée en juin 2003, enregistrée en 2007 mais n'est réellement active que depuis 2012 et compte une quinzaine de membres,,.
L'association faillit disparaître en 2011 lors du changement de délégataire (de Transdev à Keolis), l'exploitant sortant était en effet parti d'Orléans en emmenant une partie des véhicules dont l'autocar Chausson, récupéré en 2017, le Saviem SC 10 no 10, récupéré en 2016 et un Routemaster anglais, démoli depuis par manque d'entretien,[source insuffisante].
L'association conserve, en 2024, les véhicules suivants et pour la plupart en état de rouler[source insuffisante] ; sauf mention contraire il s'agit de véhicules ayant roulé sur le réseau SEMTAO et les numéros de parc indiqués sont ceux de leurs anciens exploitants :
- Berliet PR 100 MI no 95, que la SEMTAO avait revendu à la ville de Saran ;
- Chausson APH 522 no 6 des Transports régionaux de l'est et du centre (TREC) ;
- Heuliez GX 317 n° 512 ;
- Irisbus Citelis 12 n° 804 ;
- Renault Agora L no 705 ;
- Renault Agora S n° 563 ;
- Renault Agora S n° 564 , qui sert de banque de pièces ;
- Renault PR 100.2 no 258, que la SEMTAO avait revendu au réseau de Mâcon (no 117 de MâconBus) ;
- Renault PR 180.2 no 244 ;
- Renault R 312 no 259 ;
- Renault S53 R no 134, que la SEMTAO avait revendu à la ville de Saint-Jean-de-Braye ;
- Renault SC10 R non numéroté, un bus de la RATP (no 9516) revendu au réseau de Beaune que l'association a récupéré avec pour objectif de le restaurer en tant que réplique du SC10 R no 198 de la SEMTAO ;
- Saviem SC10 U no 10, un bus de la RATP (no 7866) racheté ensuite par la SEMTAO ;
- Saviem SC10 U no 29, originaire du réseau Filibus de Chartres mais dont l'association a pour objectif de le restaurer en tant que SC10 U de la SEMTAO.